# Autorretrato con sombrero arrugado
Autorretrato con sombrero arrugado es uno de los autorretratos que Paul Cézanne realizó en torno a 1875. Es una pintura al óleo sobre lienzo ubicada en el Museo de arte Bridgestone de Tokio.
El Museo del Hermitage de San Petersburgo posee otro autorretrato de Cezanne, Autorretrato con gorra (1872).